# Коржев, Гелий Михайлович
Ге́лий Миха́йлович Ко́ржев (Коржев-Чувелёв; 7 июля 1925, Москва — 27 августа 2012, Москва) — советский и российский художник-живописец, педагог. Академик АХ СССР (1970; член-корреспондент с 1962). Народный художник СССР (1979). Лауреат Государственной премии СССР (1987) и Государственной премии РСФСР имени И. Е. Репина (1966). Представитель «сурового стиля».

## Биография
Родился в семье архитектора Михаила Коржева.
Учился в Московском художественном институте им. В. И. Сурикова (1944—1950) у С. В. Герасимова.

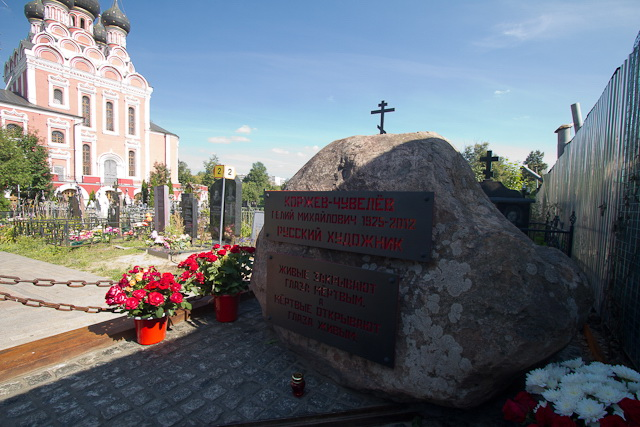
Памятник на могиле Г. М. Коржева

В своих острых по композиции и сдержанных по колориту картинах с выделенными крупным планом, тщательно моделированными фигурами художник обращается к большим общечеловеческим темам, показывая людей в драматических, героических и бытовых ситуациях (триптих «Коммунисты», 1957—1960, серия «Опалённые огнём войны», 1962—1967, — эти работы находятся в собрании ГРМ).
Произведения художника написаны в осязательно-предметной манере, проникнуты драматизмом нашей жизни и пафосом непреклонного мужества («Влюблённые» (1957—1959), «Егорка-летун» (1976—1980), «Опрокинутый» (1970—1976), «Обречённая» (1970—1975), «Заслон», «Художник» (1960—1961), «Дезертир» (1985—1995), «Последний звонок» (1985), «Дополнительный урок» (1987—1993), «Достоевский на каторге» (1986—1990), «К своим» (1988—1990), «Маруся» (1990—1991), «Искушение» (1985—1990), «Распятие» (1993—1994)).
Символом политических интриг «перестроечного» периода стали сюрреалистические «Мутанты» (Тюрлики; 1984—1991, собственность художника). В 1990-е годы мастер не раз обращался к мотивам «Дон Кихота» и Евангелия.
«Жизнь вне искусства, вне живописи для меня попросту утрачивает всякий смысл. А в творчестве я более всего дорожу свободой. Свобода — писать то, что я хочу, и так, как чувствую и могу», — основа жизненной философии мастера.
Преподавал в Московском высшем художественно-промышленном училище (ныне Российский государственный художественно-промышленный университет имени С. Г. Строганова). Профессор (1966).
Член Союза художников СССР. Первый секретарь Союза художников РСФСР (1968—1975).
Депутат Верховного Совета РСФСР 6-го и 9-го созывов.
Умер 27 августа 2012 года. Похоронен на Алексеевском кладбище Москвы. Памятник на могиле выполнен внуком Иваном по эскизам самого художника.

### Семья
- Дед — Пётр Васильевич Коржев.
- Отец — Михаил Петрович Коржев (1897—1986), архитектор советского авангарда, один из основоположников советской ландшафтной архитектуры.
- Жена — Кира Владимировна Коржева (урожденная Бахтеева; 1923—2007), художник, живописец.
- Дочери — Ирина и Анастасия Коржевы.
- Внук — Иван Коржев (р. 1973), скульптор-монументалист, архитектор. Заслуженный художник РФ (2008).

## Награды и звания
- Заслуженный деятель искусств РСФСР (1963)[7]
- Народный художник РСФСР (1972)[8]
- Народный художник СССР (1979)
- Государственная премия РСФСР имени И. Е. Репина (1966) — за триптих «Коммунисты» (1957—1960) («Интернационал», «Поднимающий знамя», «Гомер (рабочая студия)»)
- Государственная премия СССР (1987) — за картины «Беседа», «Облака 1945 года», «Дон Кихот»
- Орден Трудового Красного Знамени (1971)
- Орден Ленина (1985)
- Орден Дружбы (1995) — за заслуги перед государством и многолетнюю плодотворную деятельность в области культуры и искусства[9]
- Медаль «В память 850-летия Москвы»
- Благодарность Президента Российской Федерации (2001) — за большой вклад в развитие отечественного изобразительного искусства[10]
- Международная премия имени М. А. Шолохова в области литературы и искусства (2003)

## Работы находятся в собраниях

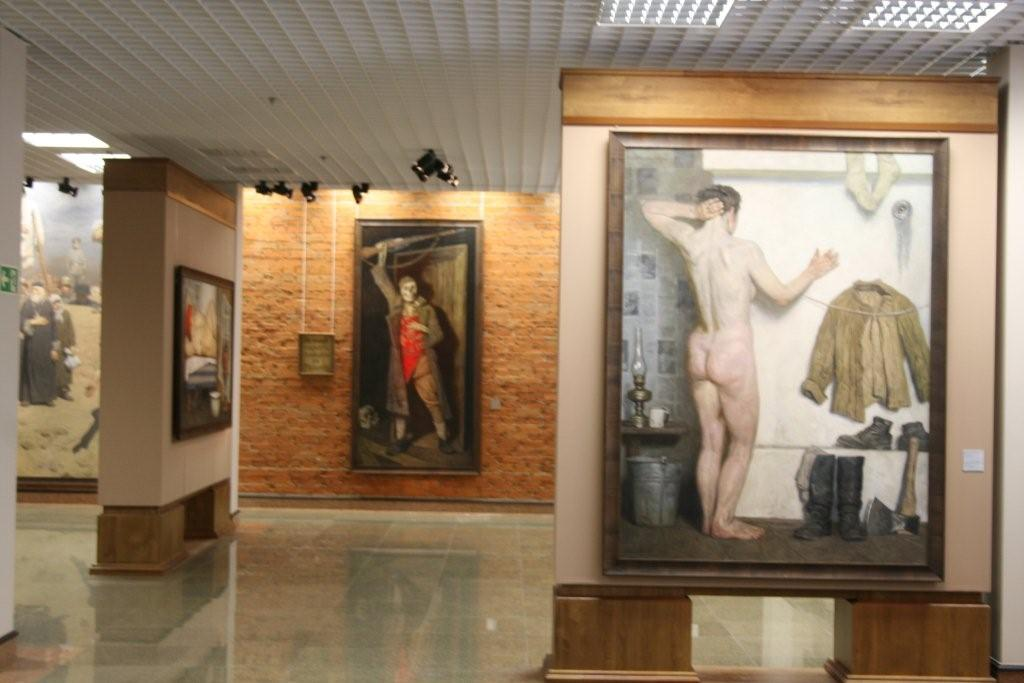

- Государственный Русский музей, Санкт-Петербург.
- Государственная Третьяковская галерея, Москва.
- Музей русского искусства, Миннеаполис.
- Институт русского реалистического искусства
- во многих музеях и в частных коллекциях мира.

## Память
- В августе 2020 года, в Москве, на фасаде дома № 3 на улице Верхняя Масловка была установлена мемориальная доска памяти художника[11][12].
- Гелий Коржев изображён на картине «У моря. Семья» (1964; в левом верхнем углу картины, в группе отдыхающих) своего друга — советского и российского художника Дмитрия Жилинского.
- Творчеству и биографии Гелия Коржева посвящены многочисленные монографии, статьи, альбомы[13].

## В филателии, филокартии

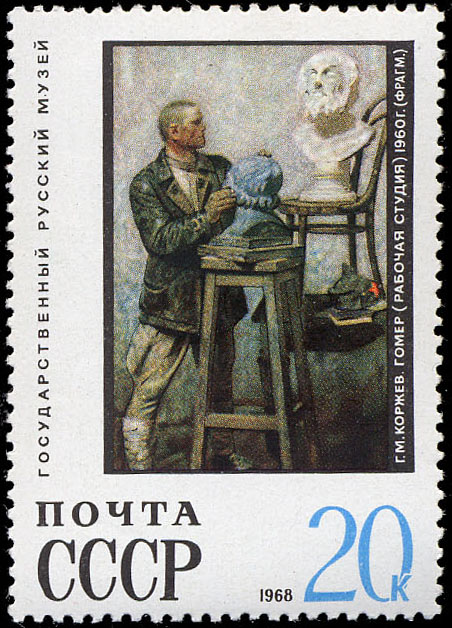
Почтовая марка СССР (1968)
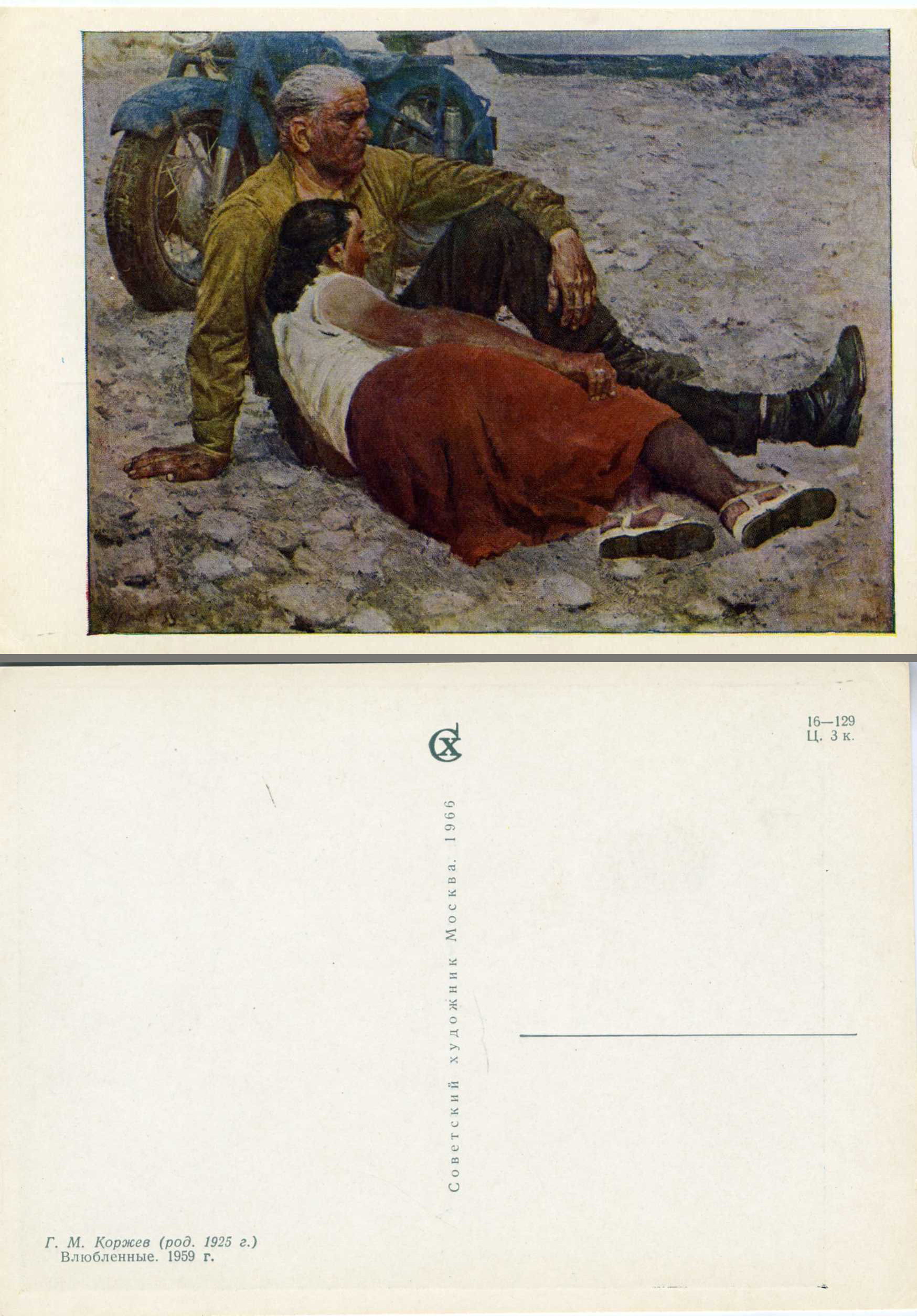
Влюблённые. 1959 г.
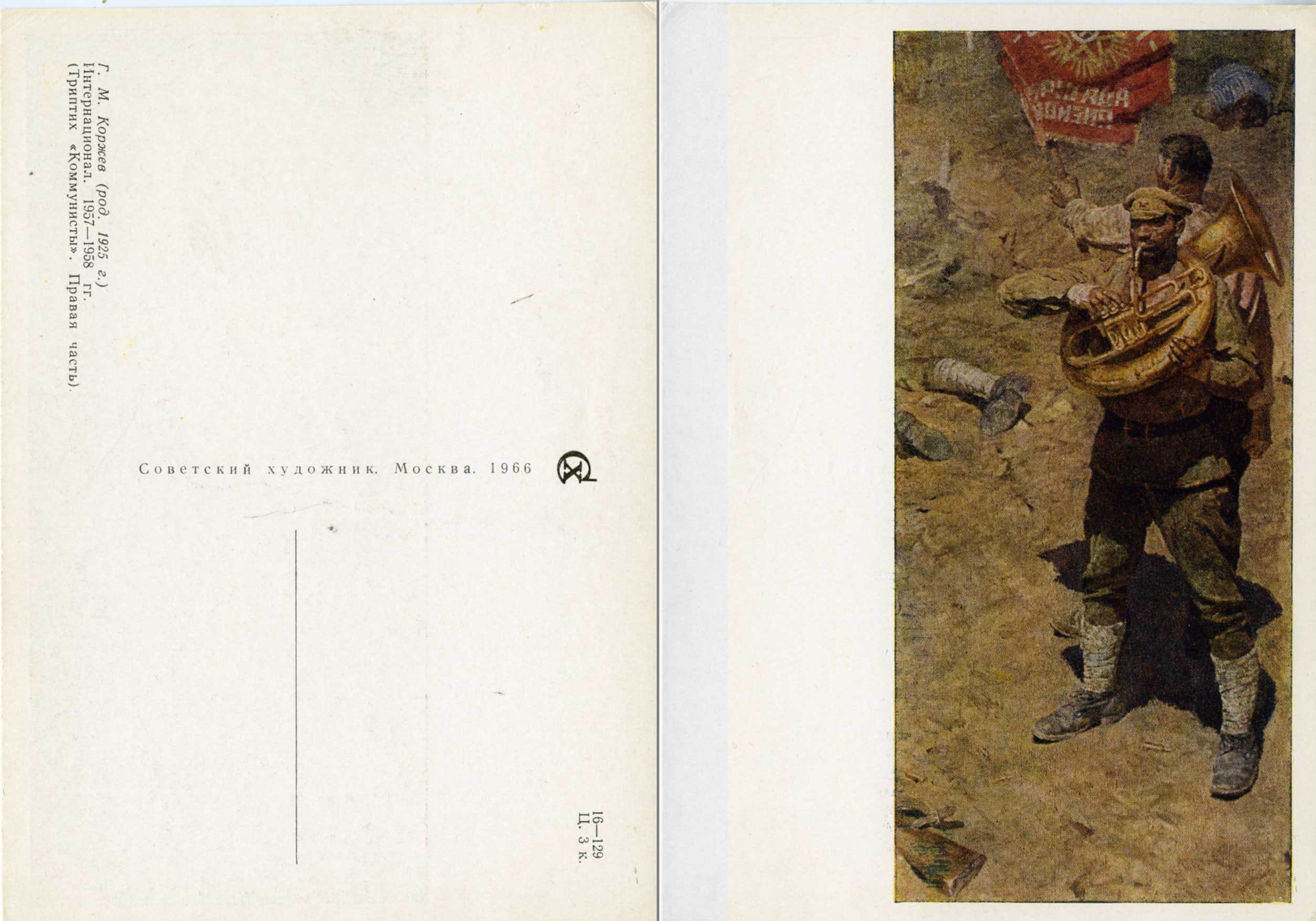
Триптих «Коммунисты». Интернационал
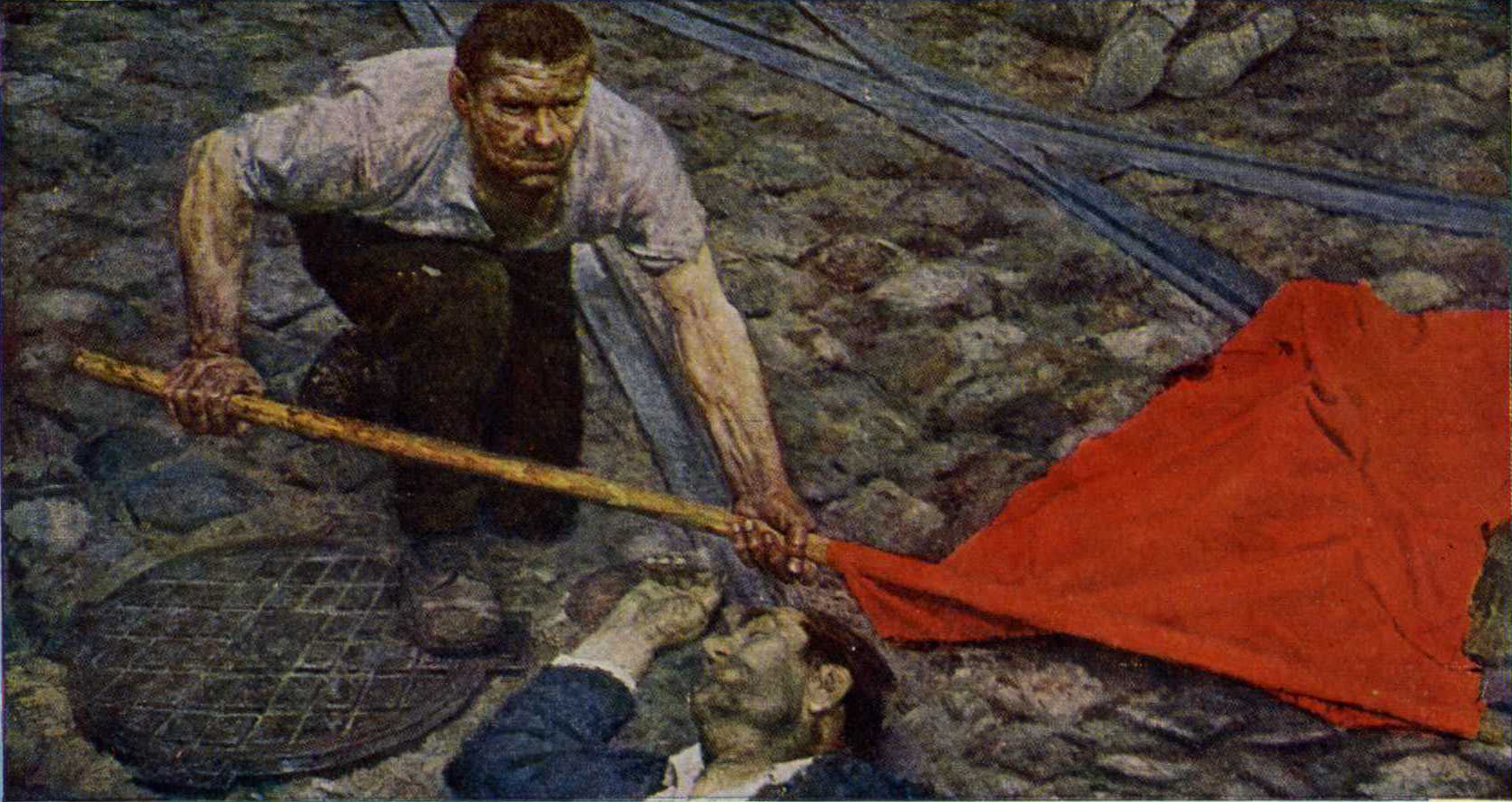
Триптих «Коммунисты». Поднимающий знамя
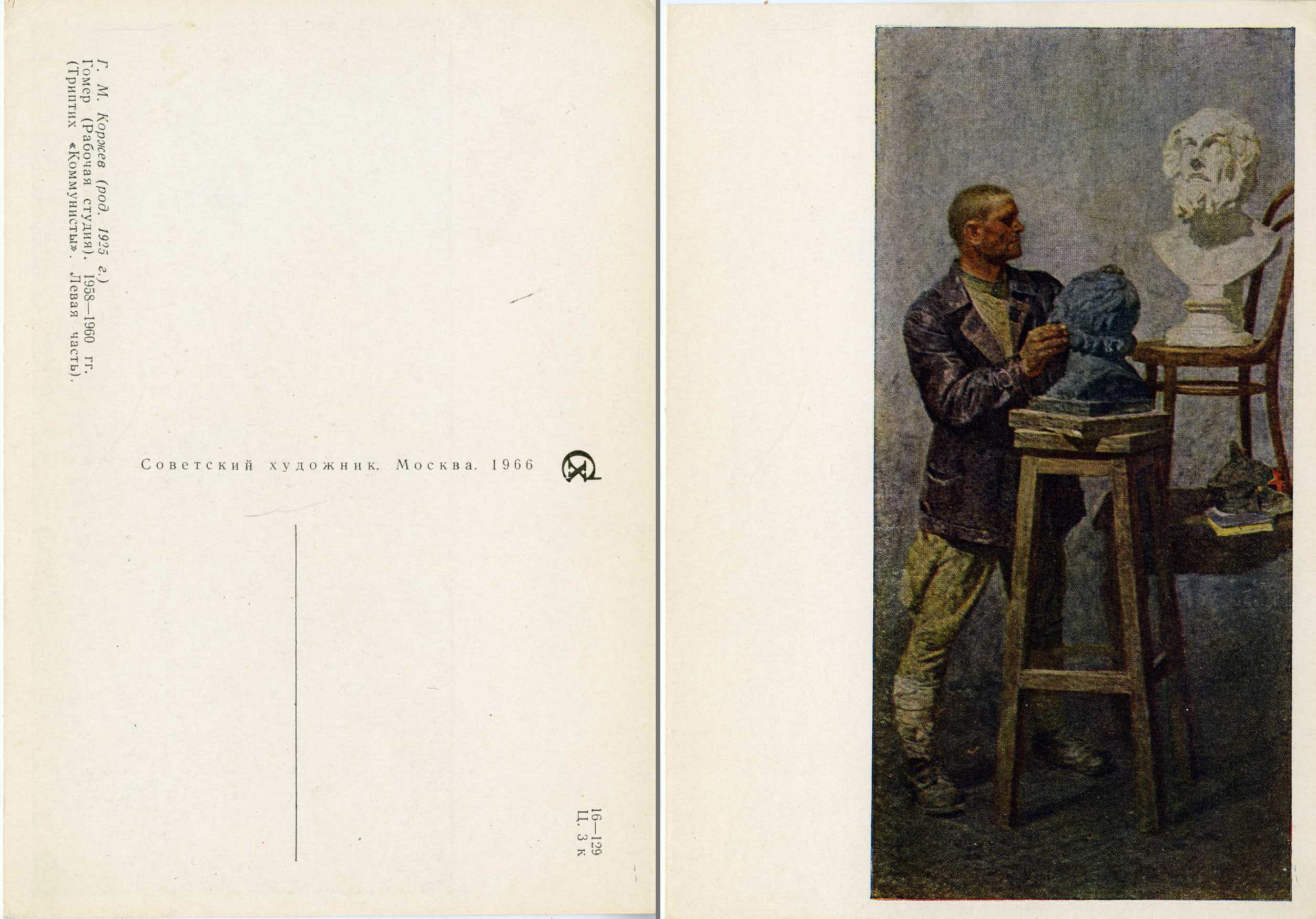
Триптих «Коммунисты». Гомер
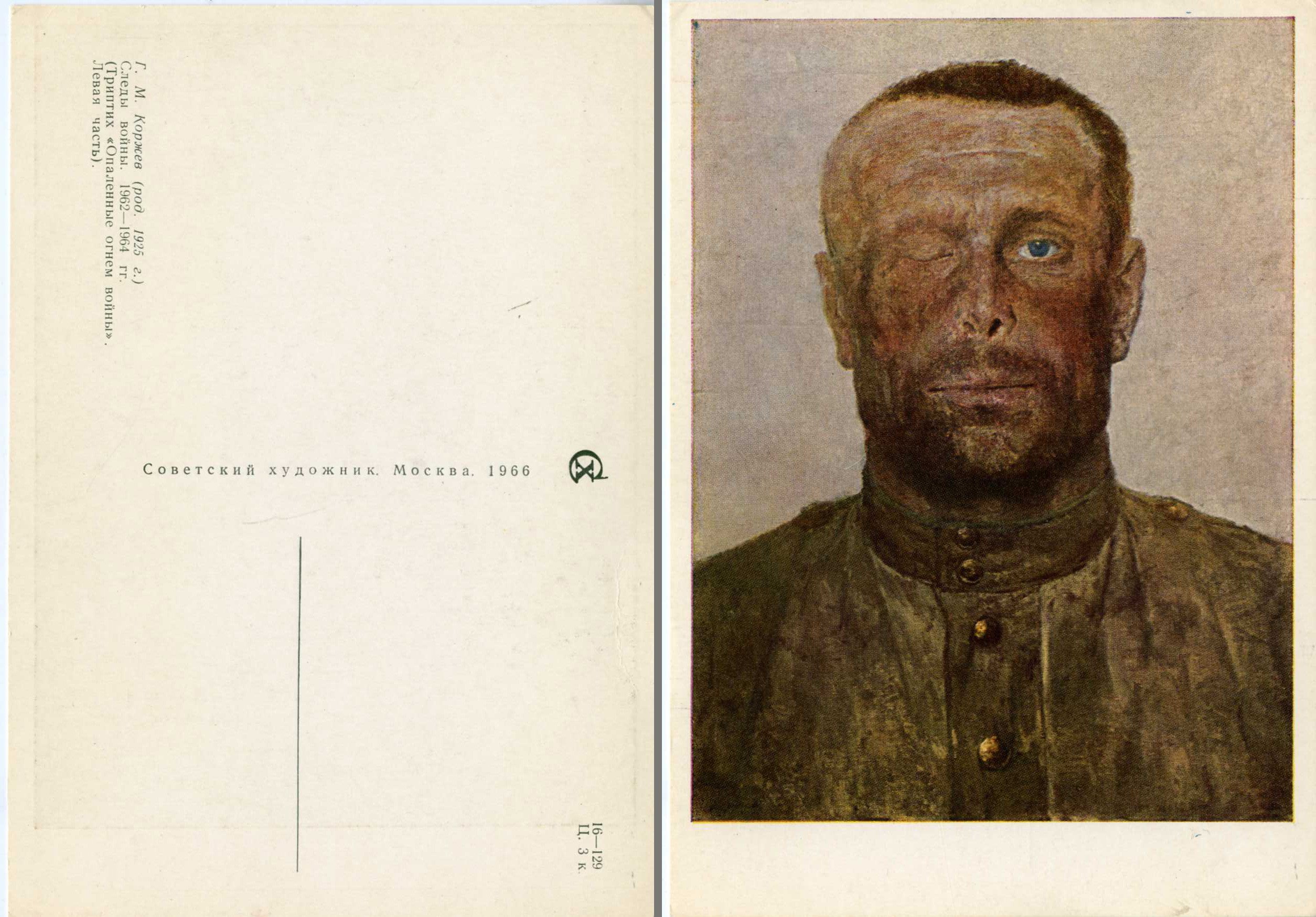
Триптих «Опалённые огнем войны». Следы войны
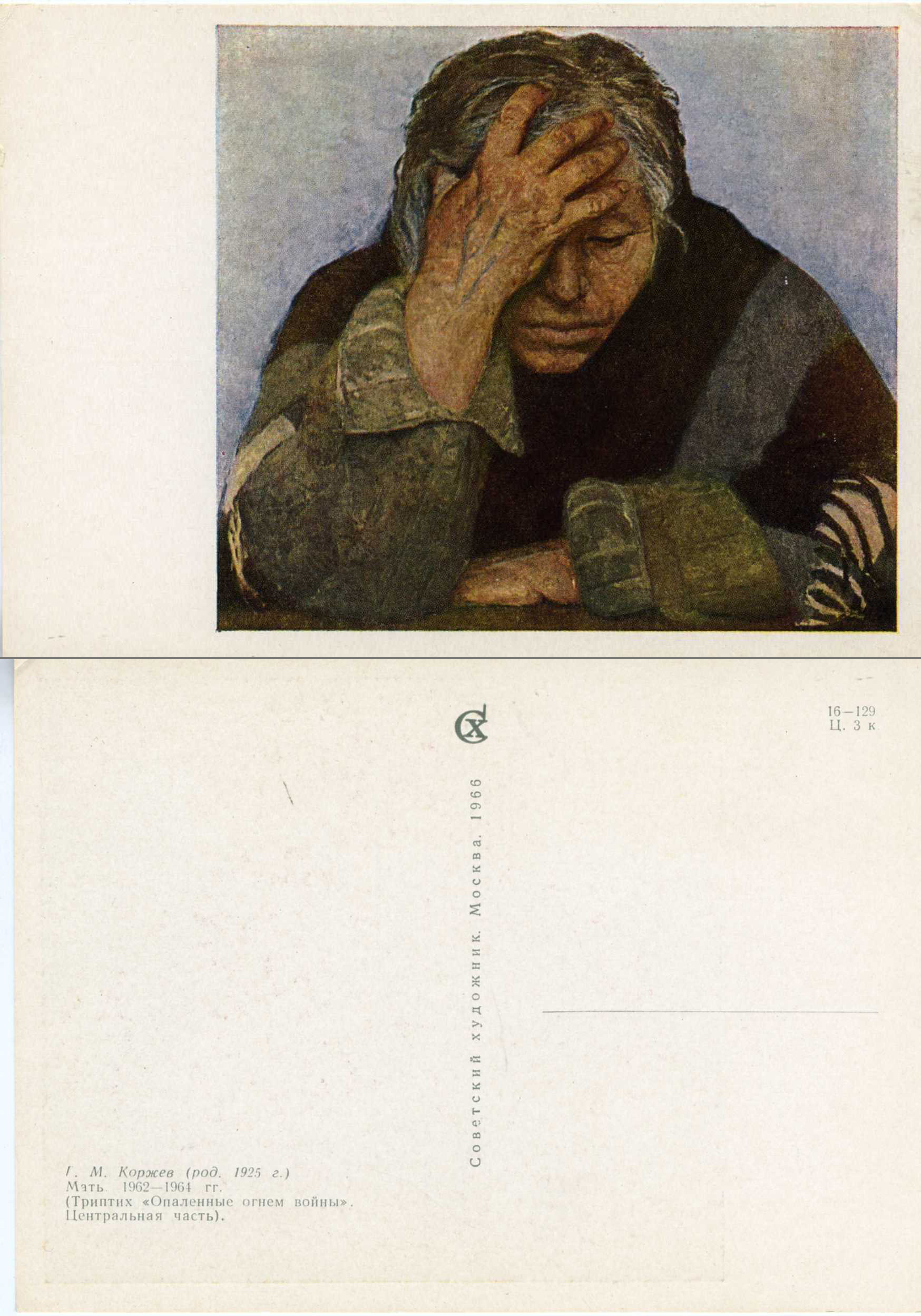
Триптих «Опалённые огнем войны». Мать
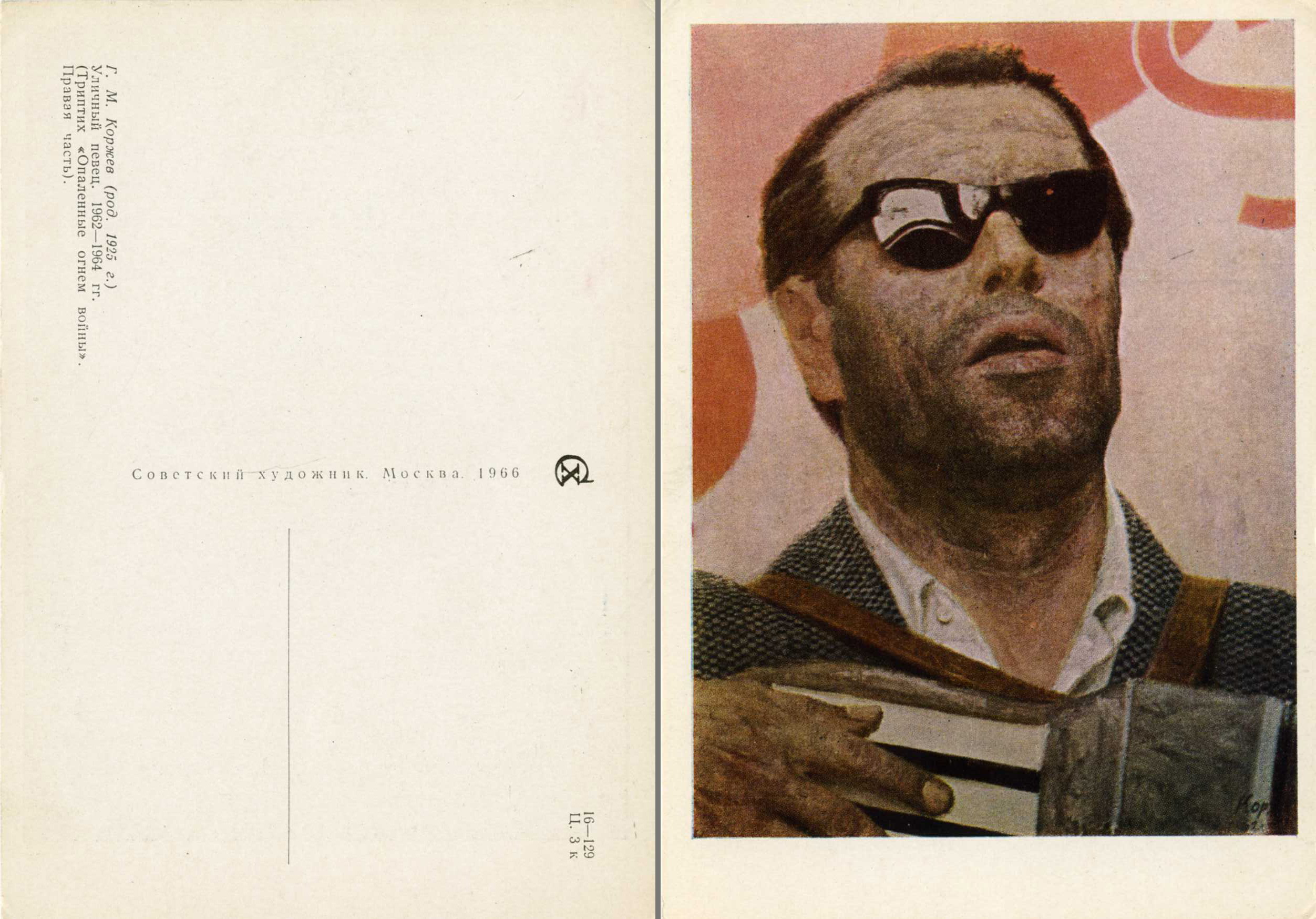
Триптих «Опалённые огнем войны». Уличный певец
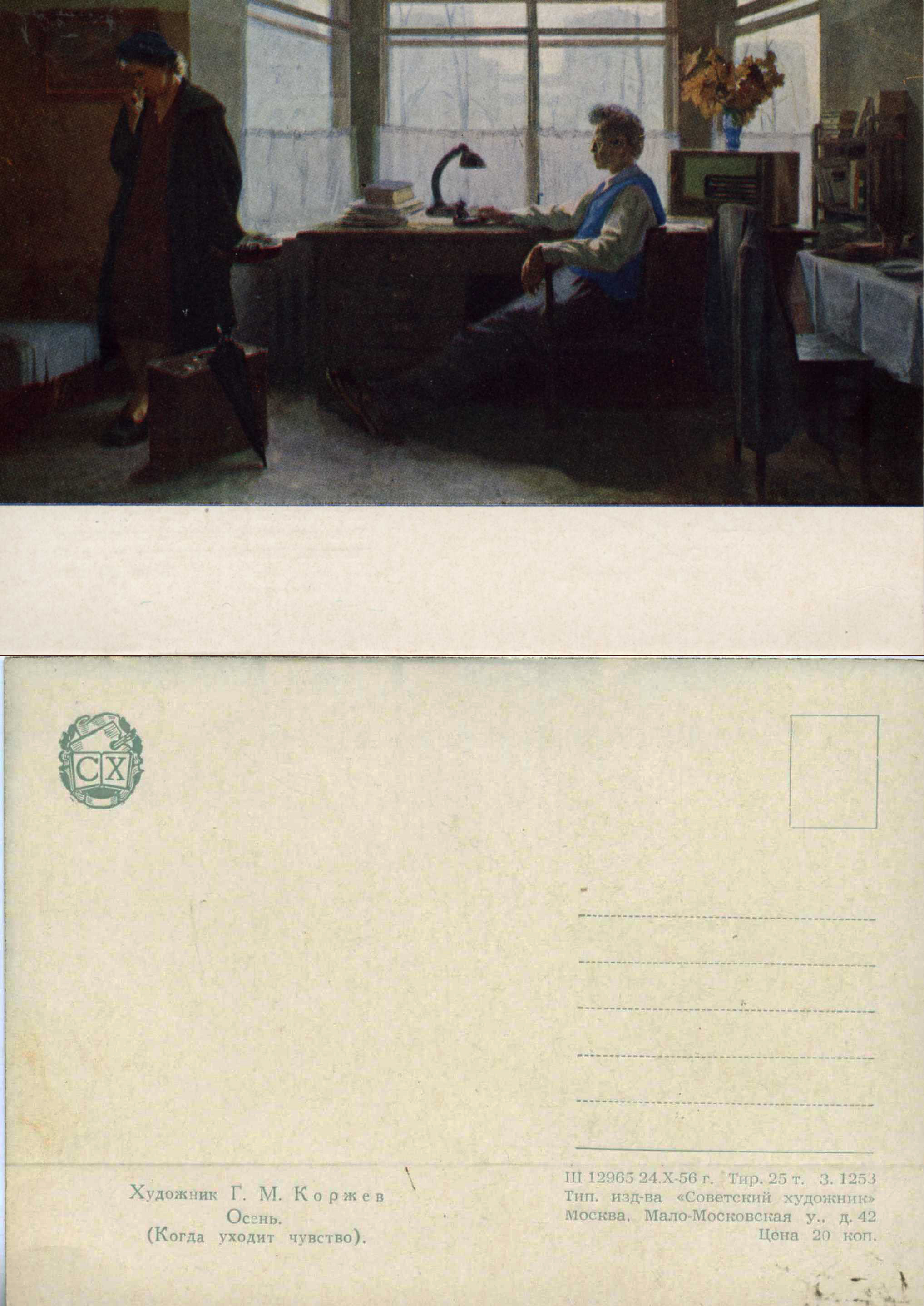
Осень. 1956 год